# María Uribe
María Uribe (María Soto Uribe Jasso; * 8. März 1908 in Ciudad Guzmán; † 21. Februar 1992 in Mexiko-Stadt) war eine mexikanische Speerwerferin.
Bei den Olympischen Spielen 1932 in Los Angeles wurde sie Siebte mit ihrer persönlichen Bestleistung von 33,66 m.